# Absen
Absen ist ein Ortsteil von Rodenkirchen in der Gemeinde Stadland im Landkreis Wesermarsch. Es ist in zwei Bauerschaften (I und II) unterteilt.

## Geografie
Absen befindet sich in direkter Umgebung der östlich verlaufenden Weser, es liegt auf dem Uferwall des Flusses und ist damit Teil des historischen Stadlandes. Vor Absen liegt die Strohauser Plate. Südlich der Ortschaft befindet sich das Wurtendorf Alse, nördlich Hartwarden.

## Geschichte
Durch seine Lage auf dem Uferwall der Weser und der Existenz von Wurten in der Ortschaft, ist anzunehmen, dass der Siedlungsplatz schon früh bewohnt war. Bei vergleichbaren Wurten in der Gegend wie Rodenkirchen konnte eine erste Besiedlung vor 2000 Jahren nachgewiesen werden. In Absen wurde bei Abrissarbeiten eines Bauernhauses aus dem Jahr 1652 ein mittelalterlicher Gewölbekeller freigelegt. Die erste Schule wurde im Jahr 1633  erwähnt. 1655  taucht für die Nebenschule die Bezeichnung „Klippschule“ auf. Bereits 1662 gibt es jedoch keine Hinweise mehr auf ihre Existenz. Für das Jahr 1728 ist ein Abser Bauerbrief überliefert, er wurde als Ersatz für einen verlorengegangenen alten Bauerbrief angefertigt. In Absersiel befand sich eine Kalkbrennerei mit angeschlossener Schlemmkreidefabrik. Absen war außerdem Standort einer 1881 abgebrochenen Ziegelei und einer Brauerei.

## Abser Siel
Das Abser Tief wird bereits 1481 als abesser depe als Ausstellungsort einer Urkunde genannt. Von 1573 bis 1613 soll das Tief „mehrmals weggegangen“ sein. Schon 1692 wurde es als „alt“ bezeichnet. Im Jahr 1937 wurde das Tief von Grund auf erneuert, 1978 schließlich stillgelegt. Absen hatte bis 1964 eine eigene Sielacht, danach ging diese in der Stadlander Sielacht auf. 1939 erhielt die Sielacht noch eine neue Satzung. Am Ort des heutigen Sportboothafens in Absersiel wurden lange Waren umgeschlagen. Am Schiffsanlegeplatz wurden Holz, Kalk und Stückgut umgeladen. Die Anzahl der Schiffe belief sich im Jahr 1858 auf drei Seeschiffe und 178 Küsten- und Flussschiffe.

### Verwaltungsgeschichte
Alse war in der Frühen Neuzeit Teil der Vogtei Rodenkirchen, seit 1974 ist es Bestandteil der Gemeinde Stadland im Landkreis Wesermarsch.

## Kultur und Wirtschaft
In Absen gibt es einen Sportboothafen.

## Demographie
| Jahr    | Einwohner   |
| ------- | ----------- |
| 1675    | 122         |
| 1769    | 223         |
| 1781/83 | 259         |
| 1815    | 265         |
| 1844    | 167         |
| 1855    | 351         |
| 1925    | 369         |
| 1939    | 468         |
| 1950    | 232 (nur I) |
| 1970    | 399         |

## Personen
- Robert Allmers